# Catherine David (conservateur de musée)
Pour les articles homonymes, voir Catherine David et David.
Catherine David, née le 19 septembre 1954 à Paris, est une conservatrice de musée et commissaire d'exposition française spécialisée en art contemporain.

## Biographie
Catherine David a été conservatrice du Musée national d'art moderne, au Centre Georges-Pompidou, et à la Galerie nationale du Jeu de Paume, puis directrice artistique de la Documenta X. David a été la première femme non germanophone à organiser la Documenta à Cassel, Allemagne, en 1997. Elle a reçu le prix Bard en 2008.
D'après la galeriste Kerstin Hengevoss-Dürkop, Catherine David participe, avec Okwui Enwezor, à un mouvement qui juge l'art « à l'aune des catastrophes climatiques, des politiques migratoires et du conflit entre les sexes » dans les années 1990.
En janvier 2014, Catherine David est nommée directrice adjointe du Musée national d'art moderne.
En 2014, elle coordonne un pavillon sur l'art du Moyen-Orient et du Maghreb lors de la Singapore Art Fair.

### Éducation et travail
Catherine David a étudié la littérature espagnole et portugaise, la linguistique et l'histoire de l'art à l'Université de la Sorbonne et à l'École du Louvre à Paris. De 1981 à 1990, elle est conservatrice au Musée National d'Art Moderne au Centre Pompidou à Paris. De 1990 à 1994, elle s'installe à la Galerie nationale du Jeu de Paume, également à Paris, où elle organise plusieurs expositions personnelles et collectives dont :
Reinhard Mucha, Passages de l'image ; Stan Douglas: Monodramas and Television Spots ; Marcel Broodthaers ; Hélio Oiticica ; Eva Hesse ; Jeff Wall and Chantal Ackerman: D'Est.
Dans les années 1990, elle participe à un mouvement mondial avec Okwui Enwezor, jugeant l'art en fonction des catastrophes naturelles, des politiques migratoires et de la guerre des sexes. 
Peu de temps après, en 2000, elle organise l’exposition The State of Things au Kunst-Werke de Berlin. En 2002, elle prend la direction du centre d'art contemporain Witte de With à Rotterdam où elle garde sa position jusqu'en 2004.

## Distinctions
- Chevalière de l'ordre national du Mérite (1997)